# Kostel svatého Jana Nepomuckého (České Budějovice)
Kostel svatého Jana Nepomuckého na Lineckém předměstí v Českých Budějovicích je římskokatolický kostel. Vystavěn byl v letech 1914–15 podle návrhu varnsdorfského architekta Antona Möllera.

## Historie
Výstavba kostela byla důsledkem snahy o stavbu nové českobudějovické katedrály. Koncem 19. století byl na popud biskupa Martina Říhy zřízen fond na stavbu, nakonec však na popud biskupa Hůlky došlo v roce 1912 pouze k opravě katedrály sv. Mikuláše a ze zbylých peněz bylo rozhodnuto o stavbě nového kostela na Lineckém předměstí. Stavba započala v roce 1914. Stavbu nepříznivě ovlivnilo válečné období, ať už nedostatkem materiálu nebo nedostatkem pracovních sil. Vysvěcen byl 12. září 1915.

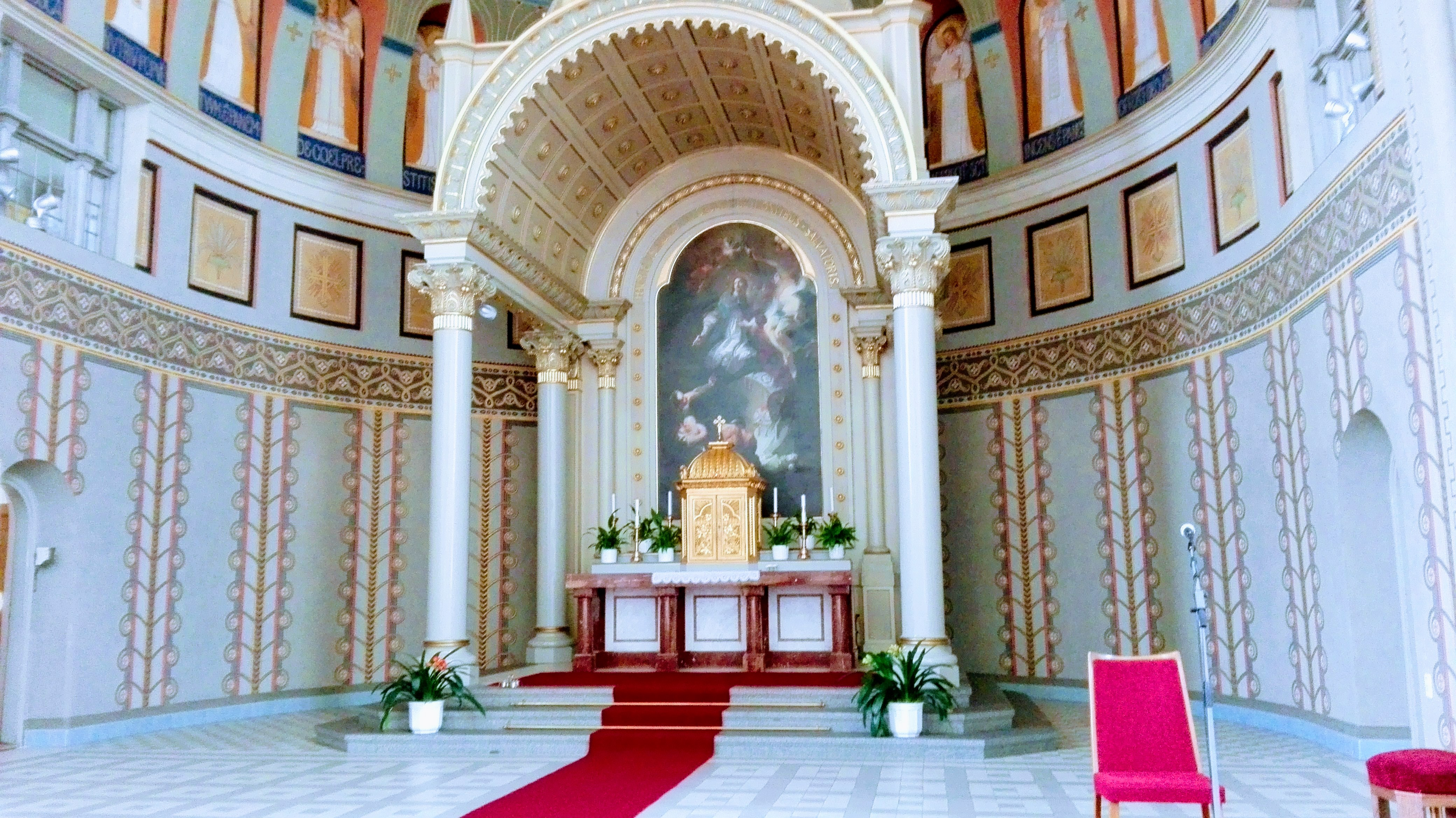
Apsida

## Interiér
Kostel je postaven v novorománském stylu, půlkruhová apsida má beuronské prvky.
Na hlavním oltáři se nachází barokní obraz Apoteóza svatého Jana Nepomuckého, který byl původně umístěn v katedrále sv. Mikuláše. Jeho autorem je Franz Anton Maulbertsch.

### Varhany

#### Historie
Již před výstavbou kostela bylo firmě Heinricha Schiffnera svěřeno vypracování plánů varhan. Návrh nástroje počítal se 44 rejstříky. Varhanní skříň navrhl Pantaleon Major a realizaci provedla firma Bohumila Murdocha. Výstavba nástroje začala roku 1912 a k dokončení došlo v červenci 1916 (podle některých zdrojů až v roce 1918). Schiffner v roce 1916 pro nedostatek zakázek za válečné situace dílnu rozprodal (k rozpadu firmy došlo v letech 1916–1917) a jeho nástupcem se stal roku 1918 Josef Růžička. Růžička však musel varhany dostavět již před tímto datem, neboť rekviziční katastr z přelomu roku 1917 a 1918 již nástroj uvádí jako dokončený. V době zápisu do rekvizičního katastru bylo žádáno o vynětí prospektových píšťal z rekvizice z důvodu koncertních kvalit nástroje. Před rekonstrukcí zahájenou v prosinci 2014 se i s ohledem na historické prameny předpokládalo, že valnou část prací na nástroji odvedla firma Heinricha Schiffnera a Růžička nástroj pouze dokončil (třetí manuál). Prohlídka při zahájení rekonstrukce nástroje však odhalila, že mechanizmus ovládání vzdušnic nepocházel od Schiffnera ale od Růžičky.

#### Dispozice
Původní návrh varhan počítal se 44 rejstříky. Finální nástroj byl dokončen jako monumentálnější romanticky koncipovaný třímanuálový se 49 rejstříky, pneumatickou trakturou s rozsahem manuálů C–g3 (56 tonů) a rozsahem pedálu C-f1 (30 tonů). V různých pramenech se však lze setkat s velmi rozličnými údaji o počtu rejstříků (zpravidla bez udání původu informace). Vývěska v podvěží kostela uvádí 32 rejstříků (tentýž zdroj uvádí téměř 4000 píšťal). Podle databáze Varhany a varhanáři v České republice, která se odkazuje na Itinerarium organale Bohemo-topographicum, mají 39 rejstříků. Původní návrh uvádí 44 rejstříků. Další zdroje hovoří o 49 rejstřících, což koresponduje s konkrétním seznamem (viz níže). Setkat se ale lze i s údajem o 56 rejstřících.
| I. manuál C–g3          |             |      |
| 1.                      | Bourdon     | 16′  |
| 2.                      | Principál   | 8′   |
| 3.                      | Bourdon     | 8′   |
| 4.                      | Gamba       | 8′   |
| 5.                      | Flauta      | 8′   |
| 6.                      | Dolce       | 8′   |
| 7.                      | Octav       | 4′   |
| 8.                      | Viola       | 4′   |
| 9.                      | Flaut harm. | 4′   |
| 10.                     | Superoctav  | 2′   |
| 11.                     | Mixtur 5×   | 2/3′ |
| 12.                     | Cornet 4×   | 2/3′ |
| 13.                     | Tromba      | 8′   |
|                         |             |      |
| 1. 2. 3. 4. 5. 6. 7. 8. |             |      |

| II. manuál C–g3   |              |      |
| 14.               | Bourdon      | 16′  |
| 15.               | Principal    | 8′   |
| 16.               | Bourdon      | 8′   |
| 17.               | Flauto dolce | 8′   |
| 18.               | Dulcian      | 8′   |
| 19.               | Flauto harm. | 4′   |
| 20.               | Octav        | 4′   |
| 21.               | Piccolo      | 2′   |
| 22.               | [Mixtura] 4× | 2/3′ |
| 23.               | Clarinette   | 8′   |
| 24.               | Clairon      | 4′   |
|                   |              |      |
| 1. 2. 3. 4. 5. 6. |              |      |

| III. manuál (žaluzie) C–g3 |                         |      |
| 25.                        | Quintatön               | 16′  |
| 26.                        | Flauto principal        | 8′   |
| 27.                        | Bourdon                 | 8′   |
| 28.                        | Flaut amabile           | 8′   |
| 29.                        | Aeoline                 | 8′   |
| 30.                        | Vox coelestis           | 8′   |
| 31.                        | Octav                   | 4′   |
| 32.                        | Quintatön               | 4′   |
| 33.                        | Flauto traverso         | 4′   |
| 34.                        | Dolce                   | 4′   |
| 35.                        | Progressio harmonica 2× | 2/3′ |
| 36.                        | Nasard                  | 2/3′ |
| 37.                        | Terz                    | 1/3′ |
| 38.                        | Oboe                    | 8′   |
| 39.                        | Vox humana              | 8′   |
| 40.                        | Corno                   | 8′   |
|                            |                         |      |
| 1. 2. 3. 4. 5. 6.          |                         |      |

| Pedál C-f1              |              |          |
| 41.                     | Principál    | 16′      |
| 42.                     | Subbas       | 16′      |
| 43.                     | Bourdon      | 16′      |
| 44.                     | Violon       | 16′      |
| 45.                     | Quintbas     | 10 22/3′ |
| 46.                     | Flauto basso | 8′       |
| 47.                     | Cello        | 8′       |
| 48.                     | Trombone     | 16′      |
| 49.                     | Trompete     | 8′       |
|                         |              |          |
| 1. 2. 3. 4. 5. 6. 7. 8. |              |          |

| Spojky |
| Pneumatické - III/II 8′ - III/I 8′ - II/I 8′ - III/II 16′ - III/II 4′ - II/I 4′ - III/II/II (mech. II/I + pneum. III/II 16+8+4) Barkerova páka - I/P 8′ - II/P 8′ - III/P 8′ Generální spojka |

| Vypínače |
| - vypínač rejstříků I. manuálu - zapínač jazyků - zapínač volné kombinace - vypínač ručních rejstříků - vypínač automatického anulátoru pedálu |

| Kolektivy                                         |
| - Piano - Mezzoforte - Forte - Fortissimo - Tutti |

| Ostatní |
| - válcové cressendo s kontrolním okénkem - žaluzie III. manuálu - volná kombinace - automatický anulátor pedálu (trojí rejstříkování) |

#### Varhanní skříň

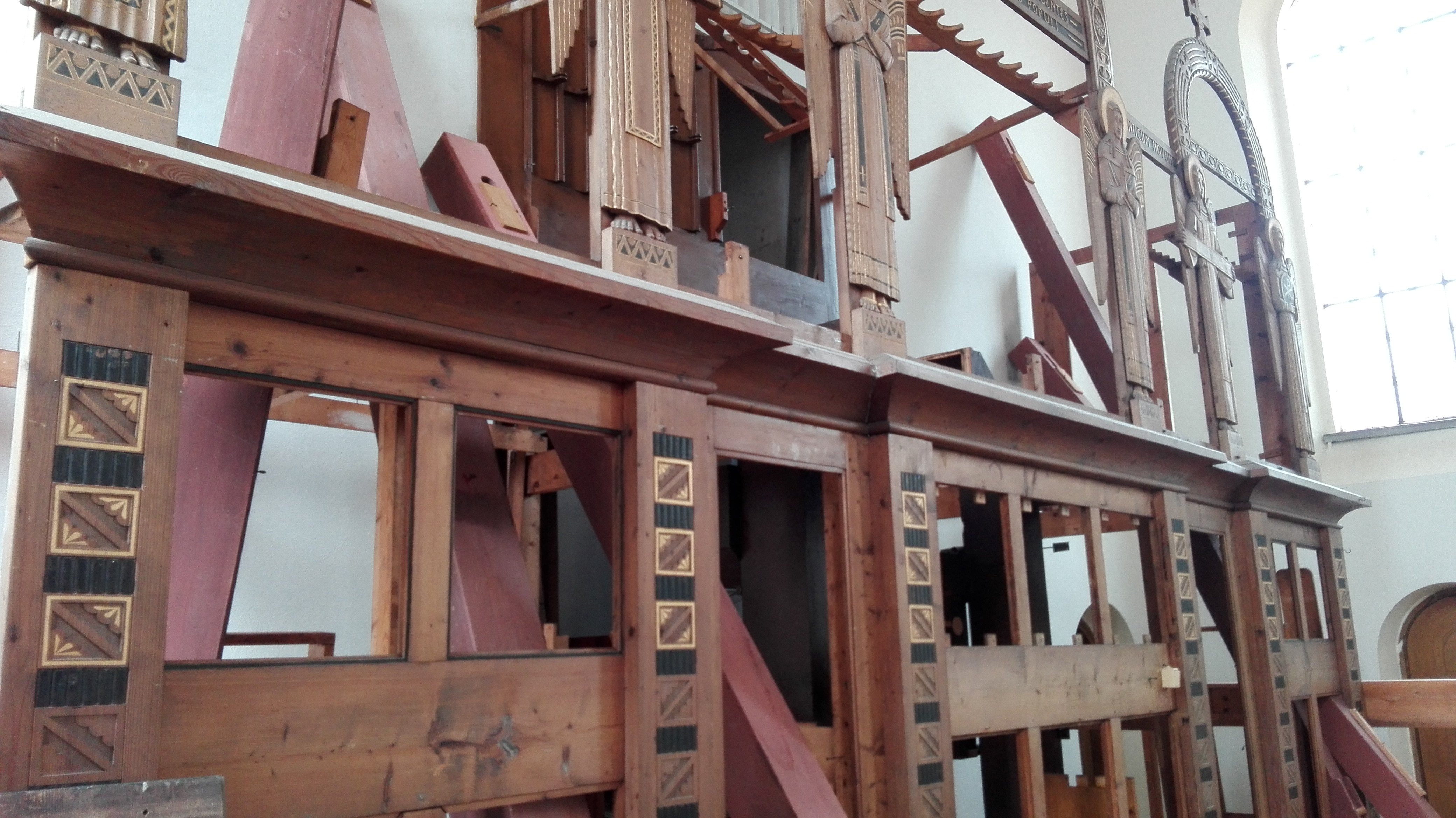
Varhanní skříň během rekonstrukce

Pantaleon Major navrhl varhanní skříň jako jednotnou, secesní, s prvky beurónského stylu. Vyrobila ji firma Bohumila Murdocha. Skříň tvoří 3 pole, která jsou oddělena třemi dvojicemi cherubů umístěných na vertikálních lištách. Tato pole nesou horizontální břevna s latinskými texty žalmu č. 95 CANTATE DOMINUM CANTICUM NOVUM / LAUDATE EUM OMNES GENTES / LAUDATE EUM OMNES POPULI (v překladu „Zpívejte Pánu píseň novou, chvalte ho všechny národy, chvalte ho všichni lidé“). Vrcholy polí uzavírají oblouky, z nichž střední - nejvyšší - nese dvojici klečících andělů společně hrajících na harfu. Kontury figurálních plastik a dalších dekorujících prvků zdobí zlacení. Toto provedení je na území České republiky ojedinělé.

#### Význam a kvalita
Jde o kulturní památku, se třemi manuály a 49 rejstříky je největším nástrojem v Českých Budějovicích, českobudějovickém okrese a jedním z největších nástrojů v jižních Čechách. Romantické varhany v katedrále svatého Mikuláše z roku 1934 disponují dvěma manuály a 35 rejstříky, pseudobarokní varhany v koncertní síni Otokara Jeremiáše z roku 1988 mají tři manuály a 45 rejstříků. Čtvrtý větší českobudějovický nástroj, Urbanovy dvoumanuálové romantické varhany se 32 rejstříky v kostele Obětování Panny Marie z roku 1927, se nedochoval (v letech 1998–2003 byl nahrazen pokusem o rekonstrukci předešlého barokního nástroje). Zajímavé je také použití jazykových rejstříků, které se na českobudějovických varhanách objevují spíše sporadicky (katedrála svatého Mikuláše, koncertní síň Otakara Jeremiáše, Husův sbor).
Specifikem nástroje je velmi podobná dispozice prvního a druhého manuálu, která se ve skutečnosti liší intonací (barva a hlasitost zvuku) principálů i fléten. Podle organologa Bohumila Plánského se však v plénu příliš nepojily a výsledný souzvuk nebyl uspokojivý. Protože je pro většinu Schiffnerových nástrojů obvyklé kvalitní intonační provedení, lze předpokládat, že zvukovou stránku varhan postihly válečné události, případně rozpad firmy Schiffner a dokončení Růžičkou. U 13 rejstříků je využito extenzí (dva rejstříky postavené na jedné řadě píšťal). Nešťastné je využití tohoto konceptu u mixtur, kde v jeho důsledku není možné dosáhnout plné čistoty ladění.
Dvojí rukopis stavby v kombinaci s válečnými událostmi se podepsaly především na nízké kvalitě materiálů, která měla za následek vysokou poruchovost nástroje. Pneumatická traktura u třímanuálového nástroje byla sama o sobě velmi složitá, citlivá na změny teplot a vlhkosti. Od doby vzniku varhan došlo ke zhoršení dostupnosti a kvality materiálu potřebného pro údržbu, což limitovalo možnosti oprav.

#### Stav nástroje
Z důvodu poruchovosti pneumatické traktury se stav nástroje rychle zhoršoval. Nedostupnost kvalitního materiálu na membrány, degradace klížených papírových trubic a napadení červotočem způsobily, že již v 60. letech 20. století byla potřeba kompletní rekonstrukce. Uvažovalo se, že by během ní byly odstraněny zvukové nedostatky a nástroj upraven pro koncertní použití. Traktura již ale byla v natolik špatném stavu, že by musela být z velké části postavena znovu. K záměru tedy nedošlo a stav se dále zhoršoval až do 80. let 20. století, odkdy je nástroj tichý. Na stavu se podepsalo i několik nekvalitních oprav. Od definitivního selhání byla rozkradena část píšťalového fondu.

#### Rekonstrukce

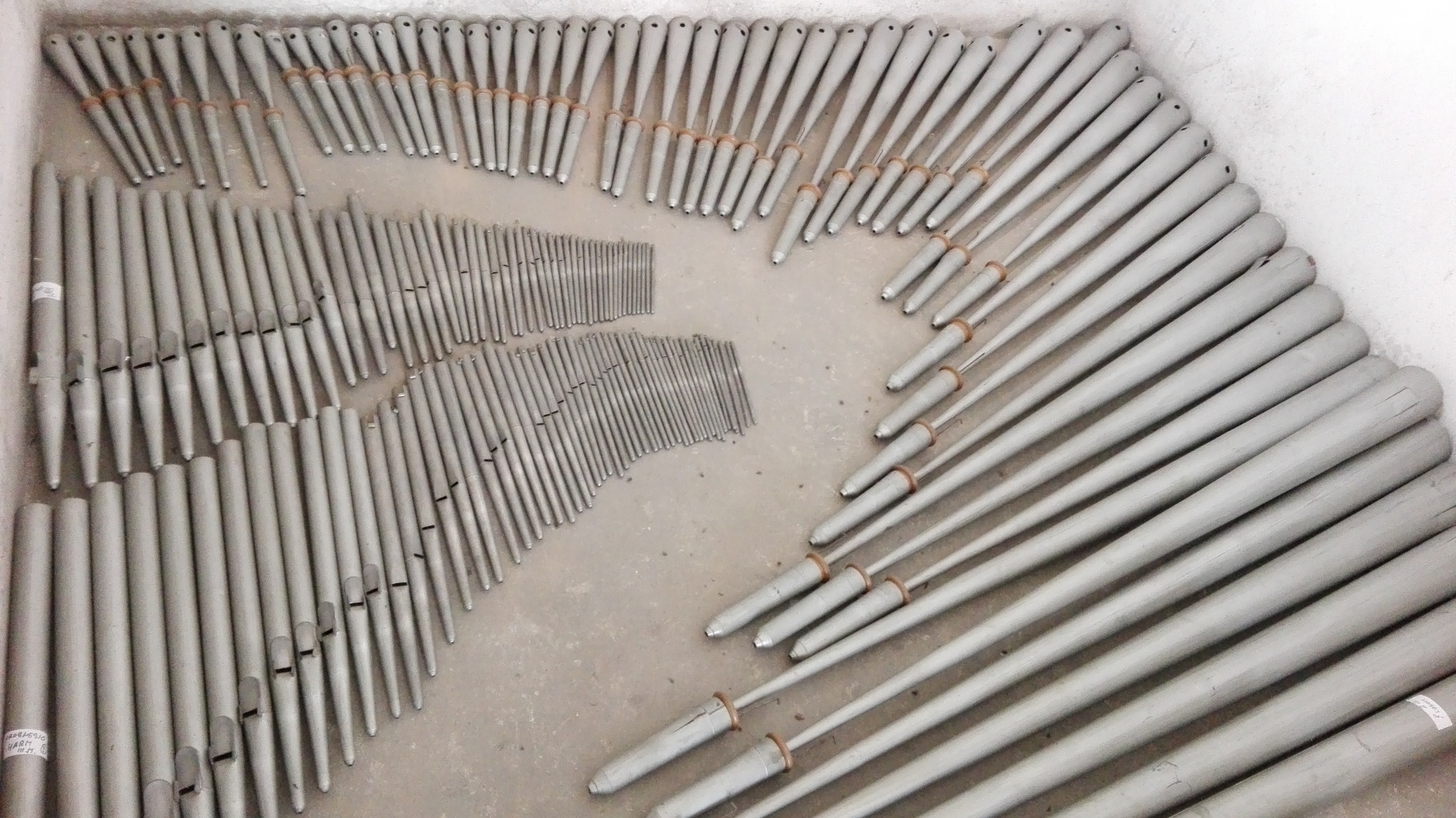
Malá část píšťalového fondu během rekonstrukce, vpravo a nahoře jeden z jazykových rejstříků

Nejpozději v roce 2011 se zrodil záměr nástroj zrekonstruovat do koncertní podoby. Náklady byly vyčísleny na zhruba 4 miliony Kč a pro realizaci zakázky vybrána firma Martina Poláčka. Protože materiály potřebné pro rekonstrukci pneumatické výpustkové traktury nejsou dostupné v požadované kvalitě a ceně, přičemž by životnost tohoto řešení byla značně omezena, došlo k rozhodnutí nahradit stávající řešení trakturou elektropneumatickou. Její výhodou je nižší poruchovost, eliminace zpoždění tónu a možnost vybavit hrací stůl ovládacími prvky odpovídajícími soudobým standardům. Rekonstrukce dále zahrnuje opravy poškozených píšťal, opatření proti červotoči (ozáření dřevěných píšťal a dílů, impregnace ochrannými prostředky), vyčištění a konzervace píšťal, opravy památkově chráněné varhanní skříně, přestavbu traktury a kompletní elektrifikaci, restaurování vzdušnic a jejich úpravu pro elektrickou trakturu, výrobu potřebných nových dílů, opravu ventilátoru (vyčištění, opravu vinutí elektromotoru a ložisek) a měchů, opravu a elektrifikaci hracího stolu. Na závěr bude nástroj sestaven, provedena intonace píšťal a jejich naladění.
Rekonstrukce byla zahájena v prosinci 2014 demontáží prvních komponent a jejich odvozem k dílenským opravám. Návrh původního časového harmonogramu byl nabourán zjištěním, že traktura nástroje není dílem firmy Schiffner, jak předkládalo zadání od památkové péče, ale zcela odlišným Růžičkovým konceptem. Při požadavcích památkářů na zachování všech původních dílů to pro varhanářskou firmu znamenalo nečekané náklady a komplikace spojené s potřebou vývoje nového, dosud v praxi nepoužitého řešení. To zvýšilo časovou i finanční náročnost projektu. Došlo k výrobě a osazení více než 1000 elektromagnetů, téměř 3000 kuželkových ventilů a tisíců dalších dílů (těsnění, oříšků, osiček, tónových lišt, membrán…). Původní záměr dokončit nástroj v roce 2018 se proto odložil na rok 2019. Na rok 2018 se plánovala zpětná montáž zrestaurovaných a nových komponent. Avšak ani koncem roku 2024 stále nejsou varhany zprovozněny. 

### Zvony

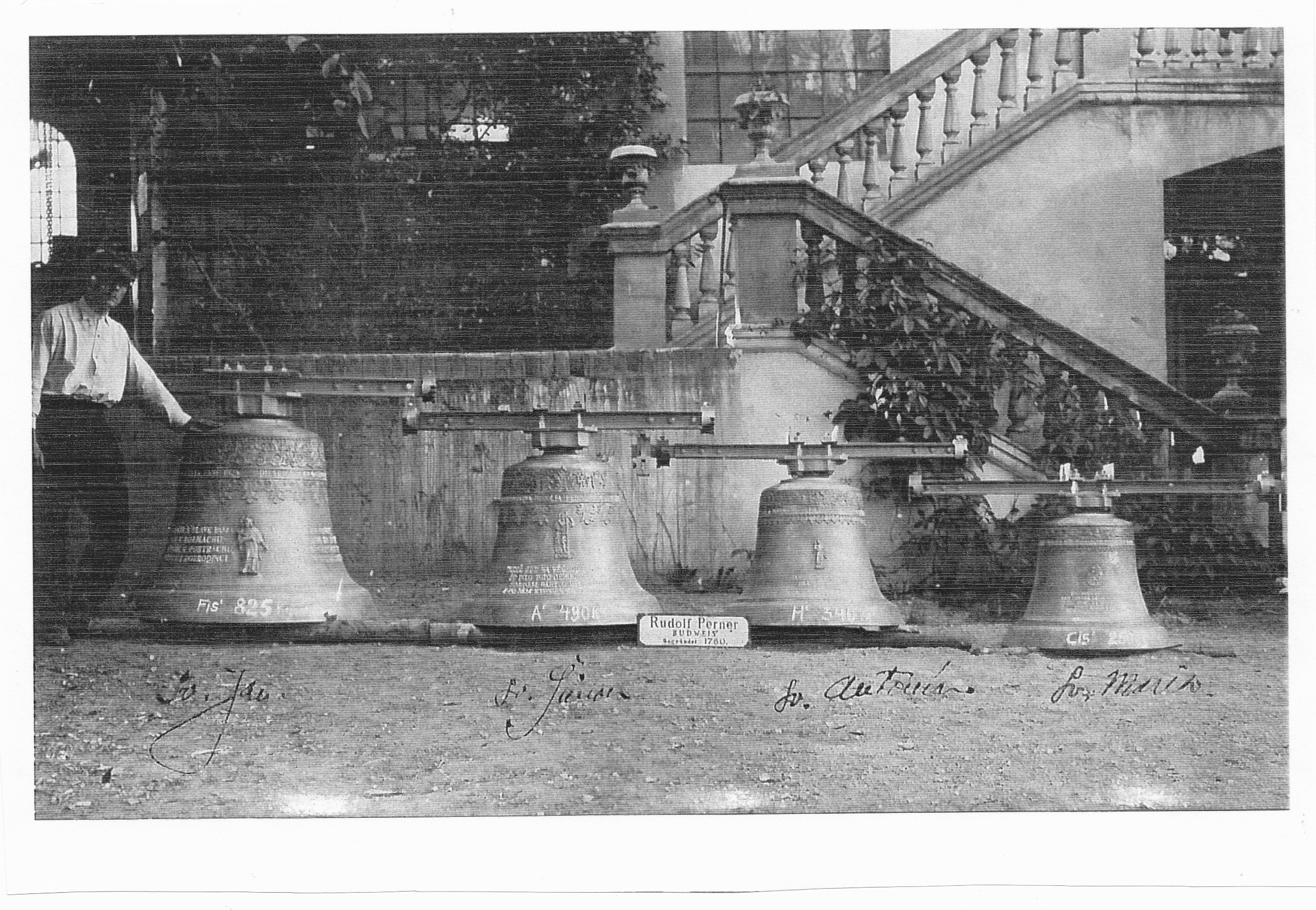
Původní zvony

Původně byly na 36 metrů vysoké věži kostela čtyři zvony z roku 1925 od firmy Perner:
- sv. Jan (Fis, 825 kg)
- sv. Šimon (A, 490 kg)
- sv. Antonín (H, 340 kg)
- sv. Maria (Cis, 250 kg)

Tyto zvony byly v prosinci 1941 zrekvírovány pro válečné účely.
Nový zvon, sv. Jan Nepomucký pochází od Manouška z roku 1948.